# يوم التاريخ الوطني
اليوم الوطني للتاريخ هي منظمة غير ربحية مقرها في حديقة كوليدج بولاية ماريلاند تدير مسابقة سنوية قائمة على المشاريع للطلاب في الصفوف من 6-12 .
لها فروع في جميع الولايات الخمسين واشنطن العاصمة، بورتريكو، غوام، سامو الأمريكية، كوريا الجنوبية، الصين وجنوب آسيا وأمريكا الوسطى.
بدأ كبرنامج محلي في كليفلاند، أوهايو، برئاسة الدكتور (ديفيد فان تاسيل) أستاذ التاريخ في جامعة كيس ويسترن ريزيرف. نمت من 129 طالبًا في عام 1974 إلى أكثر من 500000 طالب في 48 ولاية في عام 1991، و 700000 طالب و 40.000 مدرس في عام 2001 , يشارك اليوم أكثر من نصف مليون طالب في مسابقات محلية إذ ينشئون الإدخالات كفرد أو مجموعة في واحدة من خمس فئات: وثائقي، معروض، ورقية، موقع ويب، يتنافس الطلاب بعد ذلك في سلسلة من المسابقات الإقليمية مع وصول أفضل الإدخالات إلى مسابقات الولاية / الشركات التابعة، ثم تتم دعوة أفضل مشاركتين في كل فئة وقسم للتنافس في المسابقة الوطنية.

## تاريخ مسابقة يوم التاريخ الوطني
بدأت المسابقة في كليفلاند عام 1974, طور أعضاء قسم التاريخ في جامعة كيس ويسترن ريزيرف الفكرة الأولية لمسابقة (تاريخ أقرب إلى معرض العلوم) وفي عام 1978، قاموا بدمج المشروع وتعيين «لويس شارف» كمدير تنفيذي، إذ عملت على جمع أموال المنح وتجنيد المنظمات التاريخية الحكومية للانضمام إلى البرنامج. خدمت حتى عام 1992. اجتمع الطلاب في الحرم الجامعي لتكريس يوم واحد للتاريخ أطلقوا عليه «يوم التاريخ الوطني». على مدى السنوات القليلة التالية، توسعت المسابقة في جميع أنحاء ولاية أوهايو وفي ولايات الغرب الأوسط المحيطة. بحلول عام 1980، بمساعدة (الوقف الوطني للعلوم الإنسانية), انتمى يوم التاريخ الوطني إلى منظمة وطنية غير ربحية وفي عام 1992 نقل يوم التاريخ الوطني مقره من كليفلاند إلى منطقة واشنطن العاصمة، يدير اليوم الوطني للتاريخ الآن برامج تعليمية متعددة، لكن المسابقة الوطنية لا تزال الأكبر منها. تقام النهائيات الوطنية في شهر يونيو من كل عام خلال حدث لمدة أسبوع يقام في جامعة ميريلاند، كوليدج بارك.

## الموضوع السنوي لمسابقة يوم التاريخ الوطني
عادة ما يكون الموضوع السنوي عبارة جملة تنتهي بـ «في التاريخ» وغالبًا ما تكون عبارة عن جناس، مثل «ثورة، رد فعل، إصلاح في التاريخ».
يجب أن يكون بحث الطلاب في إطار موضوع تاريخي. يتم اختيار الموضوع للتطبيق الواسع على تاريخ العالم أو الوطني أو تاريخ الدولة مع ذكر صلته بالتاريخ القديم أو بالماضي القريب. إذ كان موضوع عام 2019 هو انتصار ومأساة في التاريخ، وموضوع عام 2020 هو كسر الحواجز في التاريخ. «الاختيار المتعمد لموضوع مسابقة اليوم الوطني للتاريخ هو توفير فرصة للطلاب لتخطي وجهة النظر القديمة للتاريخ باعتبارها مجرد حقائق وتواريخ والتنقل إلى المحتوى التاريخي لتطوير المنظور والفهم.» يتم تناوبها كل عام وغالبًا ما يتم استخدام الموضوعات السابقة بعد اثني عشر عامًا تقريبًا.

## المسابقة

### التسليمات
يمكن للطلاب بشكل فردي أو جماعي، إرسال مشروع من إحدى الفئات التالية: ورقة أو معرض أو أداء أو فيلم وثائقي أو موقع ويب. بعد مراجعة الموضوع العام، وكتيب التقديم، واختيار الموضوع، يجب على الطالب أو (الطلاب) جمع المصادر الأولية والثانوية المتعلقة بأبحاثهم. يجب ذكر جميع المصادر بوضوح في الببليوغرافيا المشروحة المطلوبة لجميع المشاريع. بالإضافة إلى ذلك، يجب تقديم صفحة عنوان وورقة عملية مع كل مشروع، يجب أن تتضمن ورقة العملية كيفية اختيار موضوع المشروع وكيف تم إجراء البحث، وكيف تم إنشاء المشروع الفعلي، والأهمية التاريخية للبحث، والحجة التاريخية التي تم تقديمها في المشروع.
لضمان تنسيق الطلبات واستلامها بشكل صحيح، يجب على الطلاب الرجوع إلى الشركات التابعة لـ NHD حيث قد يكون للمناطق المختلفة قواعد أو إرشادات خاصة.

### مرحلة التحكيم
يتم الحكم عى مشاريع اليوم الوطني للتاريخ باستخدام نموذج تقييم من فئتين: الجودة التاريخية (تمثل 80٪ من النتيجة) ووضوح العرض (20٪ من النتيجة). تتضمن فئة «الجودة التاريخية» التحكيم استنادًا إلى نقاط القوة في الحجج التاريخية والبحث والعلاقة بالموضوع لجميع المشروعات.

### المسابقات الحكومية والإقليمية
في بعض المناطق، يتقدم الطلاب الذين يصلون إلى نقاط كافية في التحكيم إلى الولايات، ويمكن لأي عدد من الطلاب في المسابقات الإقليمية التقدم إلى الولايات.
في ولايات أخرى، مثل كاليفورنيا وكونيتيكت وبنسلفانيا، تقدمت المشاريع الثلاثة الأولى في المنافسة الإقليمية إلى منافسة الولاية حيث يمكن تقسيم المناطق حسب المنطقة الجغرافية أو عدد السكان أو حسب المقاطعة.
على مستوى الولاية / الجهة التابعة، يتنافس الطلاب على مجموعة متنوعة من الجوائز إذ تتم دعوة أفضل مشاركتين في كل فئة وقسم إلى المسابقة الوطنية التي تقام كل شهر يونيو في جامعة ماريلاند، حديقة كوليدج.

### المسابقة الوطنية

#### الجولة التمهيدية
في الجولات التمهيدية، يقدم كل مشارك مشروعه أمام لجنة من ثلاثة حكام. في حالة الفئات الورقية والموقع الإلكتروني، تتم مراجعة المشاريع من قبل القضاة قبل العروض التقديمية. يتم تقديم العروض والأفلام الوثائقية والمعارض للحكام لأول مرة في المسابقة. تقدم أفضل 2 إدخالات في كلا القسمين، الكبار والصغار إلى المسابقة الوطنية.

#### نهائيات
يتم إخطار أولئك الموجودين في فئتي الأداء والأفلام الوثائقية بأنهم تقدموا إلى الجولة النهائية ثم يقدمون عملهم إلى لجنة من ثلاثة حكام جدد. لا يتم إبلاغ الفئات الورقية والموقعية والمعارض إذا كانوا قد وصلوا إلى الجولة النهائية. يتم الحكم على مشاريعهم من قبل لجنة من ثلاثة حكام جدد، لكن لا يتم إجراء مقابلات مع الطلاب في هذه الجولة. يجب أن يقف مشروعهم بمفرده في الحكم النهائي.
مثال على ميدالية يوم التاريخ الوطني
جوائز المركز الأول والثاني والثالث على المستوى الوطني هي 1000 دولار و 500 دولار و 250 دولار على التوالي. كما تُمنح جوائز «الدخول المتميز» لمشروعين من كل ولاية: دخول مبتدئ ومدخل كبير. هناك أيضًا أكثر من دزينة من الجوائز الخاصة الممنوحة بقيمة تتراوح بين 250 و 2500 دولار.

#### التأثير على الطلاب
أظهرت دراسة مستقلة أجريت في عام 2011 أن الطلاب الذين يشاركون في مسابقة اليوم الوطني للتاريخ يتفوقون على أقرانهم غير المشاركين ويسجلون درجات أعلى في الاختبارات الموحدة، على الرغم من أن هذا قد يكون انعكاسًا لنوع الطلاب الذين يختارون المشاركة في يوم التاريخ الوطني - أولئك الذين يسعون لتحدي أنفسهم.

#### التأثير على المؤرخين
كتبت أرنيتا جونز، المديرة التنفيذية للجمعية الأمريكية التاريخية، في عام 2001:
" ربما أكبر تأثير ليوم التاريخ الوطني... كان على المهنة التاريخية نفسها. أعتقد حقًا أنه لم يستمتع الكثير من المؤرخين بالمشاركة في متابعة التاريخ خارج مكاتبهم وفصولهم الدراسية العادية وأبحاثهم الأكاديمية كما فعل الآلاف الذين شاركوا في يوم التاريخ الوطني كمعلمين وموجهين ومستشارين وقضاة لأكثر من عقدين.